# Абильдинов, Думан Ахатович
Думан Ахатович Абильдинов (каз. Думан Ахатұлы Әбілдинов; 23 февраля 1944, Жараспай, Карагандинская область — 12 октября 2021) — казахстанский политический и общественный деятель. Депутат Сената Парламента Республики Казахстан (1995—2002).

## Биография
Родился 23 февраля 1944 года в селе Жараспай Нуринского района Карагандинской области.
В 1966 году окончил Целиноградский сельскохозяйственный институт по специальности «учёный-агроном».
В 1998 году окончил юридический факультет Казахского национального педагогического университета им. Абая по специальности «юрист».
Ушёл из жизни 12 октября 2021 года.

## Трудовая деятельность
С 1959 по 1960 годы — Разнорабочий совхоза «Кенжарык».
С 1967 по 1990 годы — Агроном совхоза, старший, главный агроном, директор совхоза.
С 1990 по 1992 годы — Первый секретарь Нуринского райкома партии, председатель райсовета и райисполкома.
С 1992 по 1996 годы — Глава администрации, аким Нуринского района.
С 2002 по 2007 годы — Начальник отдела растениеводства, заместитель начальника управления департамента земледелия Министерства сельского хозяйства Республики Казахстан.
С апреля 2007 года находится на пенсии.

## Выборные должности, депутатство
В 1990 году был кандидатом в депутаты 12 созыва Верховного Совета Казахской ССР.
В 1994 году был кандидатом в депутаты 13 созыва Верховного Совета Казахской ССР.
С 1995 по 2002 годы — Депутат Сената Парламента Республики Казахстан от Карагандинской области, член Комитета по экономике, финансам и бюджету, член Комитета по социально-культурному развитию.
В 2004 году был кандидатом в депутаты Мажилиса Парламента Республики Казахстан третьего созыва.

## Награды и звания
- Награждён указом Верховного Совета СССР орденом Трудового Красного Знамени и медалью «За доблестный труд».
- Награждён Почётной грамотой Верховного Совета Казахской ССР.
- Почётный гражданин Нуринского района Карагандинской области (2001).[2]
- Медаль «Астана» (1998).
- Медаль «10 лет независимости Республики Казахстан» (2001) и др.